# (100812) 1998 FK123
(100812) 1998 FK123 es un asteroide perteneciente al cinturón de asteroides, región del sistema solar que se encuentra entre las órbitas de Marte y Júpiter, más concretamente a la familia de Adeona, descubierto el 20 de marzo de 1998 por el equipo del Lincoln Near-Earth Asteroid Research desde el Laboratorio Lincoln, Socorro, Nuevo México, Estados Unidos.

## Designación y nombre
Designado provisionalmente como 1998 FK123. 

## Características orbitales
1998 FK123 está situado a una distancia media del Sol de 2,668 ua, pudiendo alejarse hasta 3,078 ua y acercarse hasta 2,258 ua. Su excentricidad es 0,153 y la inclinación orbital 11,15 grados. Emplea 1592,52 días en completar una órbita alrededor del Sol.

## Características físicas
La magnitud absoluta de 1998 FK123 es 15,7. Tiene 4,481 km de diámetro y su albedo se estima en 0,051. 